# 内良乡
内良乡，是中华人民共和国江西省赣州市大余县下辖的一个乡镇级行政单位。

## 行政区划
内良乡下辖以下地区：
内良村、李洞村、南洲村、石溪村、白井村、五洞村和尧扶村。